# Wembley Stallions 2015
Questa voce raccoglie le informazioni riguardanti gli Wembley Stallions nelle competizioni ufficiali della stagione 2015.

## Amichevoli
| 2015 | East Kent Mavericks | 33 – 32 | Wembley Stallions |  |

| 12 ottobre 2015 | Wembley Stallions | 54 – 0 | Hastings Conquerors |  |

## BAFA NL Division Two 2015

### Stagione regolare
| 5 aprile 2015 1ª giornata | Wembley Stallions | 13 – 6 | London Blitz B |  |

| 19 aprile 2015 3ª giornata | Wembley Stallions | 31 – 16 | Ipswich Cardinals |  |

| 3 maggio 2015 5ª giornata | Wembley Stallions | 20 – 37 | Bury Saints |  |

| 17 maggio 2015 7ª giornata | London Hornets | 32 – 12 | Wembley Stallions |  |

| 31 maggio 2015 9ª giornata | Wembley Stallions | 27 – 28 | Essex Spartans |  |

| 14 giugno 2015 11ª giornata | London Blitz B | 20 – 33 | Wembley Stallions |  |

| 28 giugno 2015 13ª giornata | Ipswich Cardinals | 19 – 44 | Wembley Stallions |  |

| 5 luglio 2015 14ª giornata | Bury Saints | 52 – 6 | Wembley Stallions |  |

| 26 luglio 2015 16ª giornata | Wembley Stallions | 41 – 0 | London Hornets |  |

| 1º agosto 2015 17ª giornata | Essex Spartans | 14 – 20 | Wembley Stallions |  |

### Playoff
| 23 agosto 2015 Quarti di finale | Bristol Apache | 32 – 17 | Wembley Stallions |  |

## Statistiche di squadra
| Competizione      | %Vittorie | In casa | In casa | In casa | In casa | In casa | In casa | In trasferta | In trasferta | In trasferta | In trasferta | In trasferta | In trasferta | Totale | Totale | Totale | Totale | Totale | Totale |
| Competizione      | %Vittorie | G       | V       | N       | P       | Pf      | Ps      | G            | V            | N            | P            | Pf           | Ps           | G      | V      | N      | P      | Pf     | Ps     |
| ----------------- | --------- | ------- | ------- | ------- | ------- | ------- | ------- | ------------ | ------------ | ------------ | ------------ | ------------ | ------------ | ------ | ------ | ------ | ------ | ------ | ------ |
| Amichevoli        | .500      | 1       | 1       | 0       | 0       | 54      | 0       | 1            | 0            | 0            | 1            | 32           | 33           | 2      | 1      | 0      | 1      | 86     | 33     |
| Stagione regolare | .600      | 5       | 3       | 0       | 2       | 132     | 87      | 5            | 3            | 0            | 2            | 115          | 137          | 10     | 6      | 0      | 4      | 247    | 224    |
| Playoff           | .000      | 0       | 0       | 0       | 0       | 0       | 0       | 1            | 0            | 0            | 1            | 17           | 32           | 1      | 0      | 0      | 1      | 17     | 32     |
| Totale            | .538      | 6       | 4       | 0       | 2       | 186     | 87      | 7            | 3            | 0            | 4            | 164          | 202          | 13     | 7      | 0      | 6      | 350    | 289    |